# Consequences (canção)
"Consequences" é uma música gravada pela cantora cubana-mexicana Camila Cabello para seu primeiro álbum de estréia solo, Camila (2018). Foi escrito por Cabello, Amy Wadge , Nicolle Galyon e Emily Weisband, e produzido por Emile Haynie e Bart Schoudel. "Consequences" é uma balada com forte uso de piano. Liricamente, é sobre o impacto de um parceiro que estava na vida de Cabello. O cantor lançou seu single, enviando pacotes aos fãs em 3 de outubro de 2018. Ambas as versões desta música foram lançadas como terceiro e último single do álbum em 9 de outubro de 2018. No mesmo dia, a versão original foi enviado ás rádios de sucessos contemporâneos e a versão orquestral foi lançada digitalmente. A versão orquestral também foi lançada nas rádios de sucessos contemporâneos em 16 de outubro de 2018 e no rádio adulto contemporâneo em 22 de outubro de 2018. Um videoclipe para a versão orquestral, dirigido por Dave Meyers, foi lançado em 10 de outubro. Um vídeo vertical também foi lançado, mostrando a cantora cantando na frente de uma orquestra. A música foi cantada ao vivo no Le Rico Show sur NRJ, Good Morning America  e no American Music Awards de 2018. Ele ganhou o prêmio de Melhor Letra no iHeartRadio Music Awards de 2019.

## Composição
"Consequences" é uma balada de música pop com forte uso de piano. Liricamente, trata-se do impacto de um parceiro que estava em sua vida. Sam Lansky, do Time, descreveu a música como uma faixa "sincera", tanto lírica quanto musicalmente, enquanto elogiava sua composição de "balada" por mostrar a voz de Cabello.
A música é tocada na clave de Dó maior em 3 á 4 vezes, com um ritmo de 105 batidas por minuto. Os vocais de Cabello variam de G3 to A5.

## Recepção
Alexis Petridis, do The Guardian, retratou: "A conseqüência da balada de piano é um triunfo inesperado: evitando os melodramáticos habituais, o vocal de Cabello é controlado, delicado e afetante, enquanto o acompanhamento lembra vagamente – de todas as coisas – adormecida por Smith". Ao escrever para o The Guardian, Kitty Empire opinou sobre a faixa: "As consequências exibem uma originalidade acima da média. 'Perdi um pouco de peso porque eu não estava comendo', canta Cabello; 'amar você teve consequências'." Dennis Leupold, da Rolling Stone expressa, "essa garota definitivamente coloca mais do seu coração na canção. Cabello tem um talento real para baladas melancólicas de separação feitas no piano, como em 'Consequences', onde ela pondera o alto preço do amor'". Jamieson Cox, da Pitchfork, afirmou que "o soco exagerado de um e dois de 'Consequences' – que soa um pouco como sua tentativa de algo como 'Stay' de Rihanna" Sam Lansky, da Time, aplaudiu sua "composição na bela balada por mostrar a voz de Cabello enquanto cita a música como uma faixa "sincera", tanto lírica quanto musicalmente. Nick Levine, da NME escreveu: "A balada de piano despojada 'Consequences' é ainda mais sincera: ela diz a um ex-parceiro que 'amar você era burro, sombrio e barato' e diz que 'perdeu um pouco de peso porque eu não estava comendo'.

### Conquistas
| Ano  | Organização              | Prêmio     | Resultado | Ref.   |
| ---- | ------------------------ | ---------- | --------- | ------ |
| 2019 | iHeartRadio Music Awards | Best Lyric | Venceu    | [ 19 ] |

## Vídeo Musical

Camila durante o vídeo da canção

Um videoclipe para a versão orquestra, dirigido por Dave Meyers , foi lançado em 10 de outubro de 2018. Ele contou com uma aparição do ator Dylan Sprouse. No vídeo, Cabello e Sprouse correm, beijam e fazem música juntos. Cabello caminha ao redor de um parque enquanto relembra sobre o relacionamento do casal. Um vídeo vertical foi lançado em 13 de novembro de 2018 em sua conta oficial do YouTube. O vídeo foi anteriormente exclusivo do Spotify, lançado em 30 de outubro do mesmo ano. O vídeo em preto-e-branco apresenta Cabello cantando em frente a uma orquestra em um estúdio, e como ela escreve e grava a melodia no estúdio.

## Performances ao vivo
A música foi apresentada no Le Rico Show sur NRJ, no Good Morning America e no American Music Awards de 2018. Também apareceu no setlist da turnê Never Be the Same Tour de Cabello e quando ela abriu a turnê Reputation Stadium Tour de Taylor Swift.

## Em outras mídias
Lynnea Moorer cantou essa música na décima quinta temporada de The Voice (EUA), onde ela participou da terceira semana. Cabello elogiou o "poderoso" cover de "Consequences" de Lynnea Moorer no programa, acompanhada de um piano, violoncelo e violino, no qual a Billboard descreveu como "encantadora".

## Créditos
- Camila Cabello – composição, vocais
- Amy Wadge  – composição
- Nicolle Galyon  – composição
- Emily Weisband – composição
- Bart Schoudel – produção vocal, gravação
- Josh Kerr – piano
- Serban Ghenea – mixagem
- John Hanes – engenharia
- Dave Kutch – matrização
- Emile Haynie – produção (versão orquestra)[34]

## Desempenho nas tabelas musicais
| Tabela musical (2018–19)            | Melhor posição |
| ----------------------------------- | -------------- |
| Bélgica (Ultratop 40 de Flandres)   | 21             |
| Bélgica (Ultratip da Valônia)       | 1              |
| Canadá (Canadian Hot 100)           | 75             |
| Emirados Árabes Unidos (Lanet)      | 9              |
| Estados Unidos (Billboard 100)      | 51             |
| Estados Unidos (Adult Top 40)       | 15             |
| Estados Unidos (Digital Song Sales) | 39             |
| Estados Unidos (Mainstream Top 40)  | 14             |
| Grécia (IFPI Grécia)                | 85             |
| Irlanda (IRMA)                      | 52             |
| Nova Zelândia (Recorded Music NZ)   | 16             |
| Portugal (AFP)                      | 60             |

## Certificações
| Região | Certificação | Vendas/distribuição |
| --- | ------------ | ------------------- |
| Canadá (Music Canada) | Ouro         | 40,000‡             |
| *vendas baseadas apenas na certificação ^distribuições baseadas apenas na certificação ‡vendas+valores de streaming baseados apenas na certificação |              |                     |

## Histórico de lançamento
| Região         | Data                  | Formato(s)                        | Versão(s) | Gravadora(s) | Ref.  |
| -------------- | --------------------- | --------------------------------- | --------- | ------------ | ----- |
| Estados Unidos | 9 de outubro de 2018  | Rádios de sucessos contemporâneos | Original  | Epic         | [ 4 ] |
| Vários         | 9 de outubro de 2018  | download digital streaming        | Orquestra | Epic Syco    | [ 5 ] |
| Vários         | 16 de outubro de 2018 | Rádios de sucessos contemporâneos | Orquestra | Epic         | [ 6 ] |
| Vários         | 22 de outubro de 2018 | Rádio Adulto Contemporânea        | Orquestra | Epic         | [ 7 ] |